# クラックスマン
クラックスマン（英:Cracksman）は、イギリスの競走馬。主な勝ち鞍に2017年チャンピオンステークス、2018年ガネー賞、コロネーションカップ、チャンピオンステークスがある。
フランケルの初年度産駒の一頭である。

## 戦績

### 2歳（2016年）
2016年10月19日、ニューマーケット競馬場の未勝利戦をハヴリン騎手を背にデビュー、59.5キロを背負いながらも初勝利を挙げる。

### 3歳（2017年）
2017年4月26日、エプソム競馬場のインヴェスティックダービートライアルで始動。1番人気に応え2連勝してた。
ダービーステークスに駒を進めるが、本番ではウイングオブイーグルスの3着に敗れる。続くアイリッシュダービーではカプリの2着となる。
その後、8月23日ヨーク競馬場のグレートヴォルティジュールステークスを制して重賞初勝利を飾ると、フランスに遠征し9月10日のニエル賞でも2着馬に3馬身半差をつけ快勝し凱旋門賞の有力候補になるものの、凱旋門賞は回避することになる。そして、10月21日のチャンピオンステークスでは道中4番手に位置すると直線で力強く抜け出し、ポエッツワードに7馬身差をつけてG1初制覇を挙げた。この勝利が評価されて当年のカルティエ賞最優秀3歳牡馬を受賞している。

### 4歳（2018年）
2018年4月29日のガネー賞で始動。2番手追走から抜け出すと、逃げたレンズデイに4馬身差をつけて圧勝した。続くコロネーションカップでは、直線の下り坂を気にしてエンジンがかからなかったが、平坦になると伸び、逃げ粘っていた伏兵のサルウィンをアタマ差交わして勝利した。6月20日のプリンスオブウェールズステークスでは直線で早めに抜け出すも、後方から追い上げてきたポエッツワードに差し切られ2着に敗れる。その後はキングジョージやインターナショナルステークス、凱旋門賞への出走を視野に入れていたがいずれも馬場が合わない理由で回避した。
そして引退レースとなった10月20日のチャンピオンステークスでは初めてブリンカーをつけ、好位追走から直線で抜け出すとクリスタルオーシャンに6馬身差をつけて圧勝して同競走2連覇を達成、有終の美を飾った。

## 種牡馬時代
引退後はダルハムホールスタッドで種牡馬入りし、初年度産駒からフランスダービー、凱旋門賞を無敗で制覇したエースインパクトを出す好調なスタートを切った。
2023年、仏リーディングサイアーに輝いた。

### 主な産駒
- 2020年産
  - Ace Impact（2023年ジョッケクルブ賞、凱旋門賞）

## 血統表
| クラックスマンの血統 | クラックスマンの血統   | クラックスマンの血統 | （血統表の出典）     | （血統表の出典） |
| 父系                 | サドラーズウェルズ系   | サドラーズウェルズ系 | サドラーズウェルズ系 |                  |
| 父 Frankel 2008      | 父の父Galileo 1998     | Sadler's Wells       | Northern Dancer      | Northern Dancer  |
| 父 Frankel 2008      | 父の父Galileo 1998     | Sadler's Wells       | Fairy Bridge         |                  |
| 父 Frankel 2008      | 父の父Galileo 1998     | Urban Sea            | Miswaki              | Miswaki          |
| 父 Frankel 2008      | 父の父Galileo 1998     | Urban Sea            | Allegretta           |                  |
| 父 Frankel 2008      | 父の母Kind 2001        | Danehill             | Danzig               | Danzig           |
| 父 Frankel 2008      | 父の母Kind 2001        | Danehill             | Razyana              |                  |
| 父 Frankel 2008      | 父の母Kind 2001        | Rainbow Lake         | Rainbow Quest        | Rainbow Quest    |
| 父 Frankel 2008      | 父の母Kind 2001        | Rainbow Lake         | Rockfest             |                  |
| 母 Rhadegunda 2005   | 母の父Pivotal 1993     | Polar Falcon         | Nureyev              | Nureyev          |
| 母 Rhadegunda 2005   | 母の父Pivotal 1993     | Polar Falcon         | Marie d'Argonne      |                  |
| 母 Rhadegunda 2005   | 母の父Pivotal 1993     | Fearless Revival     | Cozzene              | Cozzene          |
| 母 Rhadegunda 2005   | 母の父Pivotal 1993     | Fearless Revival     | Stufida              |                  |
| 母 Rhadegunda 2005   | 母の母St Radegund 1994 | Green Desert         | Danzig               | Danzig           |
| 母 Rhadegunda 2005   | 母の母St Radegund 1994 | Green Desert         | Foreign Courier      |                  |
| 母 Rhadegunda 2005   | 母の母St Radegund 1994 | On the House         | Be My Guest          | Be My Guest      |
| 母 Rhadegunda 2005   | 母の母St Radegund 1994 | On the House         | Lora                 |                  |

- 4代母Loraを祖とする牝系からは、イギリスのゴールデンホーン（2015年ダービーステークス、凱旋門賞など重賞5勝）、日本のタイトルホルダー（2021年菊花賞、2022年宝塚記念など重賞5勝）がでている。
- 祖父母の4頭はいずれもNorthern Dancerの直系である。また4代父のBe My GuestもNorthern Dancerの直仔であるため、本馬はNorthern Dancerの4×5×5×5×5のインブリードを持つ(奇跡の血量である18.75%)。